# Ratomir Grozdanoski

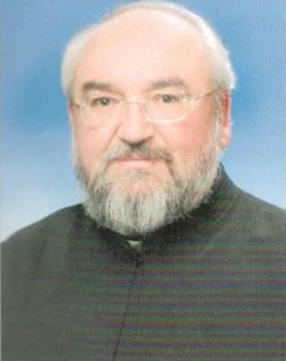
Ratomir Grozdanoski, vor 2010

Ratomir Grozdanoski (kyrillisch Ратомир Грозданоски; * 15. Mai 1959 in Brest (heute zur Gemeinde Makedonski Brod), Mazedonien) ist ein nordmazedonischer orthodoxer Theologe.

## Leben
Er studierte bis 1978 am Priesterseminar sowie bis 1983 an der Theologischen Fakultät in Skopje und absolvierte Auslandsaufenthalte an der Aristoteles-Universität Thessaloniki und der Nationalen und Kapodistrias-Universität Athen, wo er Altgriechisch studierte. 2001 promovierte er an der Philologischen Fakultät der Universität Skopje.
Er lehrte zunächst am Priesterseminar und war ab 1990 Dozent an der Theologischen Fakultät in Skopje (diese gehört seit 2009 zur Universität Skopje), dort ist er inzwischen ordentlicher Professor für Neues Testament und Altgriechisch. Zudem ist er seit 1994 Sekretär des Erzbischöflichen Synod der Mazedonisch-Orthodoxen Kirche.

## Werke
- Mihail Arhiepiskop Ohridski i Makedonski. Negovo Blaženstvo Arhiepiskop Ohridski i Makedonski Gospodin Gospodin Mihail, 1994
- Stefan Arhiepiskop Ohridski i Makedonski / Stefan Archbishop of Ohrid and Macedonia (zweisprachig mazedonisch/englisch), 2000, ISBN 9989-841-02-0
- Biblijata vo delata na Sveti Kliment Ohridski, 2001, ISBN 9989-841-05-5